# 1,3,5-三噁烷
1,3,5-三噁烷，又被稱為三聚甲醛，是一種具有分子式C3H6O3的有機化合物。其在常溫常壓下是一種具氯仿氣味的白色固體。1,3,5-三噁烷為甲醛穩定的三聚體，並為三噁烷的其中一個位置異構物，其分子骨架為由碳、氧原子交替排列的六元環，具有三個碳原子和三個氧原子。

## 製備方式
1,3,5-三噁烷可由在酸性含高濃度甲醛水溶液環境中催化下由甲醛的三聚反應下製備得來：

## 應用
1,3,5-三噁烷經常與甲醛、多聚甲醛相通使用。1,3,5-三噁烷亦為每年生成約一百萬噸聚甲醛塑膠的合成原料。1,3,5-三噁烷其他的應用涉及其可分解為三分子甲醛的特性，因此其也可做為紡織品和木製品的黏合剂。此外，1,3,5-三噁烷和乌洛托品混合並壓製成的燃料錠，可做軍隊或野外露營的烹煮燃料。
在實驗室中，1,3,5-三噁烷也作為無水甲醛的來源。